# Costruire il nemico e altri scritti occasionali
Costruire il nemico e altri scritti occasionali è una raccolta di scritti di Umberto Eco, pubblicata nel 2011, comprendente testi di discorsi composti per occasioni diverse (conferenze, incontri, relazioni a convegni) e articoli di giornale scritti tra il 2001 e il 2010.

## Contenuto
Il libro contiene una breve introduzione dell'autore, seguita da 15 saggi:
- Costruire il nemico. Indaga i procedimenti retorici di costruzione e demonizzazione del nemico, dall'antichità fino ai nostri giorni. Conferenza pronunciata nel 2008[1]. Attraverso esempi che spaziano dall'antichità al presente, Eco mostra come il nemico venga costruito per proiezione, attribuendogli tratti fisici o morali degradanti, e come tale operazione serva a consolidare l'unità interna di un gruppo. Il saggio evidenzia la funzione psicologica, politica e semiotica del nemico, rivelando la persistenza di tale schema anche nell’epoca contemporanea, sotto forme mutevoli ma ricorrenti.
- Assoluto e relativo. Conferenza sui due concetti filosofici tenuta alla Milanesiana nel 2007[2].
- La fiamma è bella. Conferenza tenuta alla Milanesiana nel 2008. Il festival era dedicato a I quattro elementi: fuoco, terra, aria e acqua; la conferenza di Eco aveva per oggetto il fuoco. Il titolo è una citazione da La figlia di Jorio di Gabriele D'Annunzio[3].
- Andare per tesori. Sul culto delle reliquie, con particolare riferimento a quelle cristiane. Saggio già pubblicato in prima versione nel 2001 e in una seconda versione accresciuta nel 2009[4].
- Delizie fermentate. Discorso su taluni aspetti dell'opera di Piero Camporesi pronunciato nel 2008[5].
- Gli embrioni fuori del Paradiso. Espone le idee di Tommaso d'Aquino sul problema della creazione dell'anima nel feto. Relazione tenuta nel 2008[6].
- Il Gruppo 63, quarant'anni dopo. Conferenza tenuta nel 2003 per il quarantennale del Gruppo 63[7].
- Hugo, hélas! La poetica dell'eccesso. Sulla poetica di Victor Hugo. Il titolo si riferisce ad una celebre battuta di André Gide, il quale, quando gli fu chiesto chi fosse il più grande poeta francese, rispose appunto Hugo, hélas! ("Hugo, ahimè!"). Saggio inedito che tuttavia «sintetizza diversi interventi scritti e orali» dello stesso Eco sull'argomento[8].
- Veline e silenzio. Su quella particolare forma di censura che consiste, secondo Eco, nel nascondere le notizie importanti distraendo il pubblico mediante un eccesso di altre notizie futili o irrilevanti. Le "veline" del titolo fanno riferimento sia ai fogli d'ordine utilizzati durante il fascismo, sia alle showgirl di alcuni noti programmi televisivi. Discorso pronunciato nel 2009[9].
- Astronomie immaginarie. Su varie erronee teorie astronomiche e geografiche antiche e moderne. Rielaborazione di due interventi a convegni, rispettivamente del 2001 e del 2002.[10].
- Paese che vai, usanza che trovi. Scherzosa "recensione" di un libro immaginario ove è descritta l'utopia di una repubblica interamente basata sui proverbi. Pubblicata per la prima volta nel 2007[11].
- Io sono Edmond Dantés! Sul meccanismo dell'agnizione nel romanzo d'appendice. Il titolo fa riferimento al protagonista de Il conte di Montecristo. Pubblicato per la prima volta nel 2008[12].
- Ci mancava anche l'Ulisse... Ironica antologia di  giudizi critici negativi riguardanti James Joyce, quasi tutti apparsi in Italia durante il fascismo. I critici antologizzati sono, nell'ordine: Carlo Linati; rapporto di lettura anonimo del manoscritto del Ritratto dell'artista da giovane; Santino Caramella; Valentino Piccoli; Guido Piovene; Curzio Malaparte; Giovanni Battista Angioletti; Elio Vittorini (due recensioni); Luciano Anceschi; Vitaliano Brancati; Mario Praz; Filippo Tommaso Marinetti; Ennio Giorgianni; Renato Famea; Mario Pannunzio e Giuseppe Biondolillo. Lo scritto di Eco è stato pubblicato per la prima volta nel 2009[13].
- Perché l'isola non viene mai trovata. Sui racconti riguardanti isole immaginarie. Il titolo fa riferimento a una poesia di Guido Gozzano. Relazione a un convegno tenuta nel 2010[14].
- Riflessioni su WikiLeaks. Rielaborazione di due articoli apparsi entrambi nel 2010[15].

## Edizioni
- Umberto Eco, Costruire il nemico e altri scritti occasionali, Bompiani, 2011, ISBN 978-88-452-6585-3.